# Мои читатели
«Мои читатели» — стихотворение Николая Гумилёва, написанное в 1921 году и считающееся своеобразным завещанием поэта. В произведении сформулированы творческие принципы Гумилёва, заложены основы его миропонимания, отражены некоторые вехи его биографии. Впервые опубликовано в сборнике «Огненный столп» (1921), посвящённом второй жене поэта Анне Николаевне Энгельгардт.

## Основная тема
«Мои читатели», написанные за несколько месяцев до расстрела автора, представляют собой полемический отклик на произведение Михаила Кузмина «Мои предки», сочинённое в 1907 году. Стихотворения, созданные верлибром, близки ритмически («Моряки старинных фамилий, / влюблённые в далёкие горизонты» — «Много их, сильных, злых и весёлых, / Убивавших слонов и людей») и тематически; разница между ними в том, что герои Кузмина — люди предшествующих поколений, тогда как Гумилёв обращается к своим современникам — вольнолюбивым романтикам, странникам, бродягам, понимающим его с полуслова.
По словам поэта Николая Минского, среди читателей Гумилёва нет сибаритствующих прожектёров — его привлекают мятежные герои, способные на поступок. Поэтому в строчках «Я не оскорбляю их неврастенией, / Не унижаю душевной теплотой» не только артикулирована система взаимоотношений поэта с поклонниками, но и присутствуют элементы заочной дискуссии с Александром Блоком, которого исследователи называют антиподом Николая Степановича. Как утверждал литературный критик Эрих Голлербах, «Блок вещал, Гумилёв придумывал, Блок творил, Гумилёв изобретал». Подобной точки зрения придерживался и Владислав Ходасевич, считавший, что манифесты акмеистов «были направлены прежде всего против Блока и Белого». В то же время поэт и переводчик Михаил Зенкевич в рецензии, датированной 1921 годом, писал, что «оскорбление неврастенией» было в ту пору свойственно и представителям других литературных течений — прежде всего футуристам и имажинистам.
…Много их, сильных, злых и весёлых,

Убивавших слонов и людей,

Умиравших от жажды в пустыне,

Замерзавших на кромке вечного льда,

Верных нашей планете,

Сильной, весёлой и злой,

Возят мои книги в седельной сумке,

Читают их в пальмовой роще,

Забывают на тонущем корабле.
Исследователи считают, что в «Моих читателях» зафиксированы некоторые события из биографии автора, а заложенное в стихотворении пророчество про «последний час» свидетельствует об умении поэта предвидеть грядущие события. Произведение называют своеобразным лирическим завещанием, которое адресовано людям, берущим с собой в дальний путь томик со стихами. Концовка «Моих читателей» имеет, по мнению литературоведов, непосредственное отношение к судьбе самого Гумилёва:

В этом метком и ярком самоопределении с особенной силой поражает стих: «Я учу их, как не бояться». Можно быть уверенным, что в трагические минуты суда и казни он и самого себя научил, как не бояться и не оскорблять смерти неврастенией и душевной теплотой.

## Образы читателей. Возможные прототипы
Стихотворение начинается с рассказа о личных встречах поэта с читателями. Литературоведы пришли к выводу, что за тремя лирическими эпизодами стоят три подлинные истории. Так, в строчках «Человек, среди толпы народа / Застреливший императорского посла, / Подошёл пожать мне руку, / Поблагодарить за мои стихи» упоминается реальное событие — речь идёт о встрече Гумилёва с эсером, застрелившим германского посла Мирбаха. По словам историка литературы Валерия Шубинского, однажды во время выступления в «Кафе поэтов» Гумилёв обратил внимание на молодого человека в кожаной «чекистской» куртке, который читал наизусть стихи Николая Степановича. После мероприятия незнакомец подошёл к поэту и представился: Яков Блюмкин.
Несколько иная интерпретация событий была дана в книге мемуаров Ирины Одоевцевой — по воспоминаниям поэтессы, знакомство с Блюмкиным произошло летом 1921 года, после творческой встречи Гумилёва с читателями в Доме искусств. Поклонник поэта — «огромный рыжий товарищ в коричневой кожаной куртке, с наганом на боку» — следовал за своим кумиром по пятам и громко декламировал строчки из его стихотворения «Капитаны». Прозаик Вера Лукницкая представила ещё одну версию, по которой Блюмкин, дожидаясь окончания поэтического вечера, стоял на улице и читал одно стихотворение Николая Степановича за другим. Согласно легенде, Блюмкин, расстрелянный в 1929 году, держался перед казнью в соответствии с гумилёвскими заветами и «умер, как заправский самурай», с восклицанием: «Да здравствует Троцкий!»

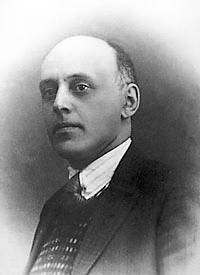
Сергей Колбасьев

Возможного прототипа имеет и персонаж, о котором Гумилёв рассказал так: «Лейтенант, водивший канонерки / Под огнём неприятельских батарей, / Целую ночь над южным морем / Читал мне на память мои стихи». Поклонником поэта, по данным литературоведов, был начальник оперативного отдела штаба Черноморской эскадры Сергей Колбасьев. Их встреча произошла, вероятно, в Крыму, где Колбасьев помогал Гумилёву в издании стихотворного сборника «Шатёр» (по некоторым данным, Сергей Адамович выпустил эту книгу на свои средства, отпечатав её во флотской типографии). Уже после расстрела Николая Степановича Колбасьев был направлен на работу в советское посольство в Кабуле. Среди необходимых вещей, которые он взял с собой, был и томик стихов Гумилёва. Через шестнадцать лет после казни поэта Колбасьев разделил его участь: он был расстрелян 25 октября 1937 года.
В «Моих читателях» упоминается также «старый бродяга в Аддис-Абебе, / Покоривший многие племена», который прислал к поэту своего чёрного копьеносца. В числе предполагаемых прототипов «старого бродяги» — абиссинец Ато Гено, о котором Гумилёв ранее рассказывал в своей африканской поэме «Мик», а также бывший русский офицер Евгений Всеволодович Сенигов, проживавший неподалёку от эфиопской столицы и имевший прозвище «белый эфиоп».

## Отзывы. Литературная перекличка

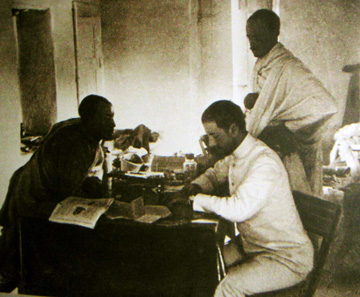
Николай Гумилёв в Африке

Сборник «Огненный столп», увидевший свет уже после смерти автора, один из критиков, по утверждению писателя Ивана Панкеева, назвал «лучшей из всех книг Гумилёва». Отзывов современников расстрелянного поэта о стихотворении «Мои читатели» сохранилось немного, однако те рецензии, что появились, свидетельствовали об определённой смелости критиков. Так, прозаик Вивиан Итин в марте 1922 опубликовал в журнале «Сибирские огни» статью, в которой процитировал строки «Как не бояться, / Не бояться и делать что надо». Литературовед Георгий Ефимович Горбачёв отметил в публикации пролеткультовского издания «Горн» (1922, книга № 2), что в творческом наследии Гумилёва есть произведения «ненадломленной, даже первобытной силы»; среди них — «Мои читатели». Михаил Зенкевич в рецензии 1921 года писал:

В стихотворении «Мои читатели», одном из лучших в сборнике, поэт с гордостью указывает на своих поклонников… Сильные, злые и весёлые возят его книги в седельной сумке, читают в пальмовой роще, забывают на тонущем корабле… Книга озаглавлена «Огненный столп», и действительно, стихи её блещут молниями каких-то предчувствий. 
Спустя десятилетия исследователи стали вновь обращаться к стихотворению «Мои читатели» — не только для анализа, но и для выявления «родственных» литературных связей. К примеру, поэт Лев Куклин, сравнивая художественные приёмы Николая Гумилёва и Николая Тихонова, пришёл к выводу, что поэт-большевик, считавший Николая Степановича своим учителем, впитавший его творческий почерк, темы и образы (включая седельную сумку, моряков и конников), тем не менее «словно бы скрыто полемизирует» со своим наставником.
Другим представителем «гумилёвской линии в русской поэзии» литературовед Александр Кобринский называет поэта Александра Городницкого. По мнению Кобринского, тема дальних странствий, расставаний и встреч, красной нитью проходящая через творчество одного из основоположников авторской песни, имеет прямую отсылку к поэзии Гумилева: «Модели поведения в сложных ситуациях с любимой женщиной… восходят к гумилёвскому „У камина“, а также ко все тем же „Моим читателям“: И когда женщина с прекрасным лицом, / Единственно дорогим во вселенной, / Скажет: „Я не люблю вас“, — / Я учу их, как улыбнуться, / И уйти, и не возвращаться больше».